# Adolph Trier
Adolph Meyer Trier, född 24 september 1817 i Köpenhamn, död 16 december 1889, var en dansk grosshandlare. Han var far till Herman Trier.
Trier, som var son till köpman Meyer Seligmann Trier, gick i skola i det Schouboeske Institut och därefter i kryddkrämarlära, först hos sin far och därefter hos sin äldre bror Jacob Trier. Han avlade gesäll- och intressentproven och etablerade sig 1841 som kryddkrämare. Rörelsen utvecklade sig till en engroshandel i kolonialvaror och efter att hans systerson Sigfred Goldschmidt 1857 blivit hans kompanjon blev firman Adolph Trier & Goldschmidt ett av Danmarks största och rikaste handelshus.